# Горно Каленик
Вижте пояснителната страница за други значения на Каленик.
Горно Кàленик (на гръцки: Άνω Καλλινίκη, Ано Калиники, до 1926 година Άνω Κάλενικ, Ано Каленик) е село в Република Гърция, в дем Лерин (Флорина), област Западна Македония.

## География
Селото е на 10 километра североизточно от демовия център Лерин (Флорина) на 6 километра източно от Долно Клещино (Като Клинес) в северозападния край на Леринското поле близо до границата със Северна Македония.

## История

### В Османската империя
В османски данъчни регистри на немюсюлманското население от вилаета Филорине от 1626 – 1627 година селото е отбелязано под името Каляник-и баля с 11 джизие ханета (домакинства).
В XIX век Горно Каленик е чисто българско село в Леринска каза. В 1848 година руският славист Виктор Григорович описва в „Очерк путешествия по Европейской Турции“ Кальник като българско село. В 1861 година Йохан фон Хан на етническата си карта на долината на Вардар отбелязва Горно Каленик като българско село. Според „Етнография на вилаетите Адрианопол, Монастир и Салоника“, издадена в Константинопол в 1878 година и отразяваща статистиката на населението от 1873 година в Каленик (Kalénik) е село с 90 домакинства и 254 жители българи. В 1889 година Стефан Веркович пише, че в селото живеят 72 български семейства (364 души).
Според статистиката на Васил Кънчов („Македония. Етнография и статистика“) в 1900 година в Долно и Горно Каленик има 394 жители българи.
На Етнографската карта на Битолския вилает на Картографския институт в София от 1901 година Горно Каленик е чисто българско село в Леринската каза на Битолския санджак с 25 къщи.
След Илинденското въстание в началото на 1904 година цялото село минава под върховенството на Българската екзархия. По данни на секретаря на екзархията Димитър Мишев („La Macédoine et sa Population Chrétienne“) в 1905 година в селото има 328 българи екзархисти.
В първите дни на април 1908 година властта претърсва селото. Намерени са няколко пушки и револвери.

### В Гърция
През 1912 година по време на Балканската война в селото влизат гръцки части и след Междусъюзническата на следващата година Горно Каленик попада в Гърция. Боривое Милоевич пише в 1921 година („Южна Македония“), че Горно Калник има 40 къщи славяни християни. В 1926 година селото е прекръстено на Ано Калиники.
На 20 май 1931 година няколко души от Горно Каленик са осъдени за убийство на поляка Тодор Чантовски, бивш гръцки андарт. Според левия гръцки печат процесът е режисиран. От обвинените трима – Тодор Манов, Георги Петков и Стоян Палафа, са осъдени на смърт и екзекутирани през август, а един е осъден на доживотен затвор. Анри Барбюс, председателят на Лигата за борба против войните и за мир, изпраща процес до премиера Елевтериос Венизелос.
Според изследване от 1993 година селото е чисто „славофонско“, като „македонският език“ в него е запазен отлично.
| Име          | Име           | Ново име      | Ново име       | Описание                                                  |
| ------------ | ------------- | ------------- | -------------- | --------------------------------------------------------- |
| Дамар Ливади | Νταμάρ Λιβάδι | Гефира        | Γέφυρα         | местност на ЮЗ от Горно Каленик и на ИЮИ от Долно Клещино |
| Кутлине      | Κούτλινε      | Гуди          | Γουδί          |                                                           |
| Гусаица      | Γκουσάτσια    | Калиникиотико | Καλληνικιώτικο | реката на Горно Каленик, ляв приток на Сакулева           |
| Корията      | Κοριέτα       | Дасос         | Δάσος          | местност на ЮИ от Горно Каленик                           |
| Змиярница    | Σμιάρνιτσα    | Фидотопос     | Φιδότοπος      | местност на З от Горно Каленик                            |

### Преброявания
- 1913 – 326 души
- 1920 – 309 души
- 1928 – 423 души
- 1940 – 500 души
- 1951 – 551 души
- 1961 – 506 души
- 1971 – 303 души
- 1981 – 333 души
- 2001 – 325 души
- 2001 – 275 души

## Личности
Родени в Горно Каленик
- Ристо Шиката, деец на ВМОРО, роден в Горно или Долно Каленик, войвода на чета в района на Алексо Джорлев по време на Илинденско-Преображенското въстание[19]